# بروکلین پارک (مینه‌سوتا)
بروکلین پارک (به انگلیسی: Brooklyn Park) شهری در شهرستان هنپین ایالت مینه‌سوتا در کشور ایالات متحده آمریکا است که جمعیت آن در سرشماری سال ۲۰۱۰ میلادی، ۷۵۷۸۱ نفر بوده‌است.